# Sherbrooke (Metro Montreal)

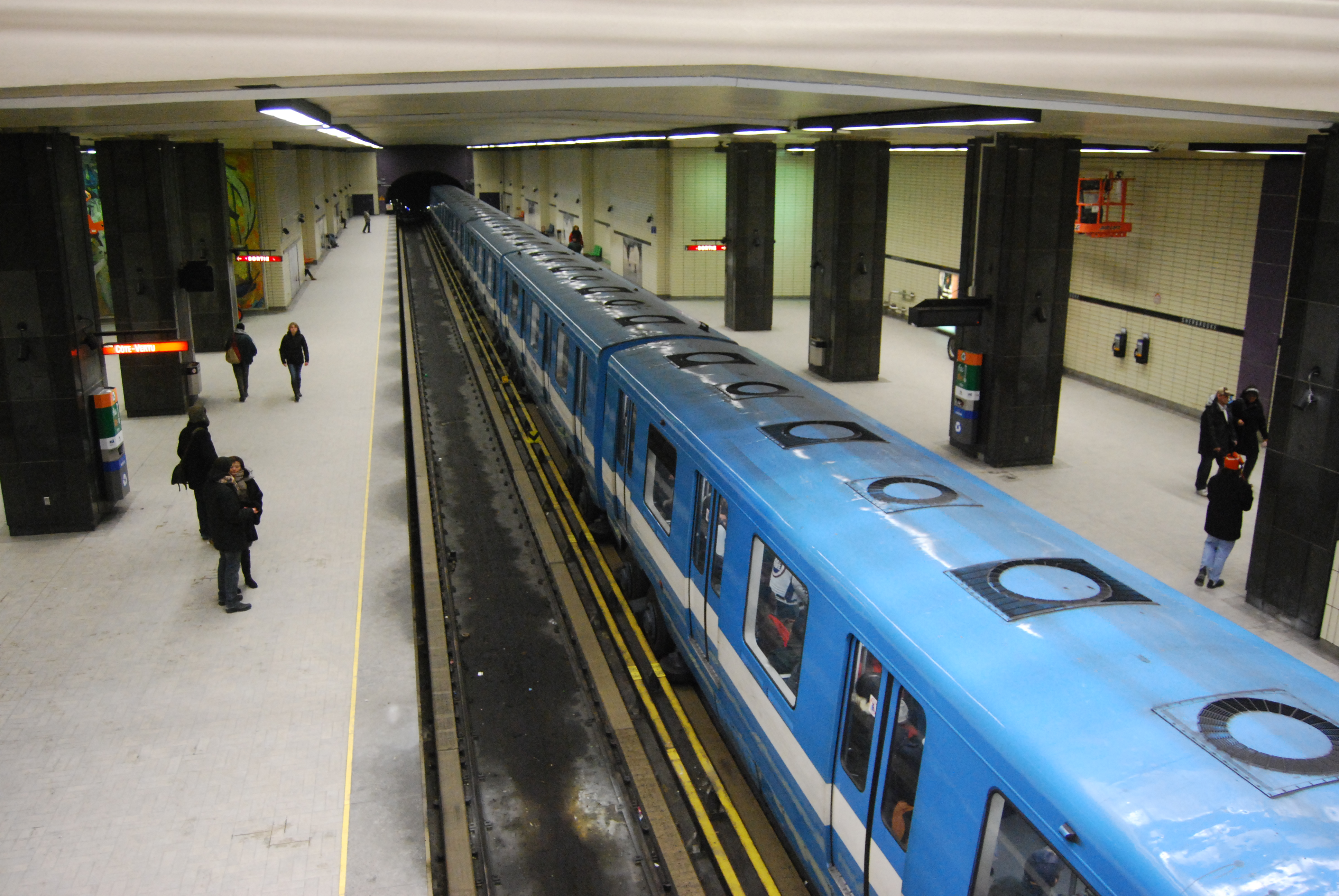
Ansicht der Bahnsteige

Sherbrooke ist eine U-Bahn-Station in Montreal (Kanada). Sie befindet sich im Arrondissement Le Plateau-Mont-Royal an der Kreuzung von Rue Berri und Rue de Rigaud. Hier verkehren Züge der orangen Linie 2. Im Jahr 2019 nutzten 4.587.301 Fahrgäste die Station, was dem 23. Rang unter den insgesamt 68 Stationen der Metro Montreal entspricht.

## Bauwerk

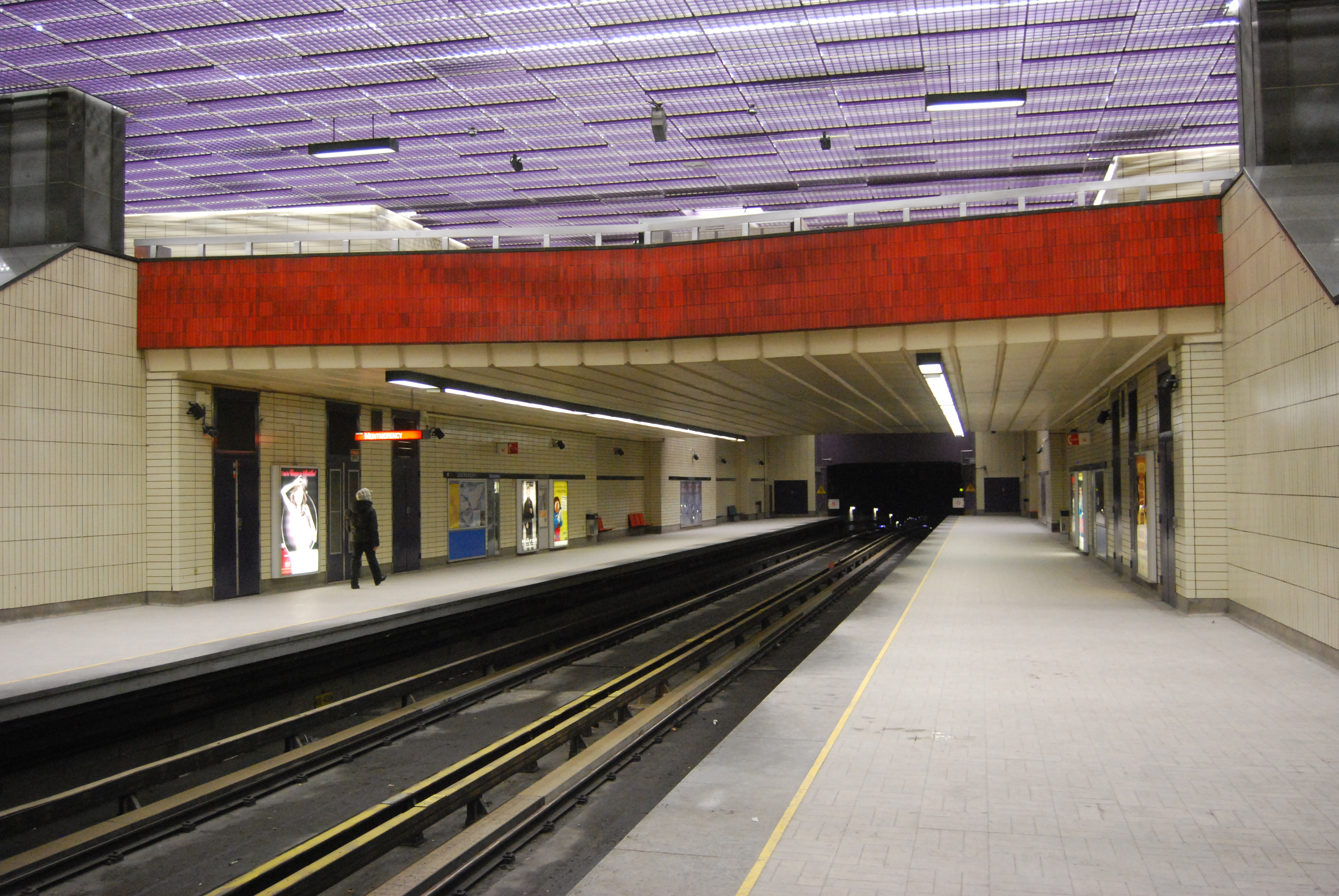
Blick hinauf zur Verteilerebene

Die von Jean Dumontier und vom Architekturbüro Crevier, Lemieux, Mercier et Caron entworfene Station entstand in offener Bauweise. Sie ist auf ihrer gesamten Länge zweigeschossig ausgeführt, was ihr einen weiträumigen Eindruck verleiht. Die strohgelben Fliesen kontrastieren stark mit den schwarzen Stützsäulen, der teilweise violett gestrichenen Decke und den orangen Hochlichtern. Die brückenartig konstruierte Verteilerebene führt zu zwei Ausgängen beidseits der Rue Berri, die in Gebäude an der Oberfläche integriert sind.
In 10,4 Metern Tiefe befindet sich die Bahnsteigebene mit zwei Seitenbahnsteigen. Die Entfernungen zu den benachbarten Stationen, jeweils von Stationsende zu Stationsanfang gemessen, betragen 579,10 Meter bis Berri-UQAM und 932,10 Meter bis Mont-Royal. Es bestehen Anschlüsse zu vier Buslinien und drei Nachtbuslinien der Société de transport de Montréal. Sehenswürdigkeiten in der Nähe sind der Parc La Fontaine und mehrere Theater.

## Kunst
Auf dem östlichen Bahnsteig ist das einzige Mosaikkunstwerk der Metro Montreal zu finden. Es ist 6,7 Meter hoch und 6,1 Meter breit. Das 1966 erschaffene, unbetitelte Werk von Gabriel Bastien und Andrea Vau gedenkt der Société Saint-Jean-Baptiste de Montréal, einer patriotischen frankokanadischen Gesellschaft, deren Hauptsitz sich in der Nähe befindet. Dargestellt werden ihre Beiträge zum akademischen und kulturellen Leben Québecs.
Später kamen zwei Wandbilder von Mario Merola hinzu. Horizons („Horizonte“) von 1971 befindet sich am westlichen Ausgang und besteht aus einem großen orangen Kreis, der mit Spuren von Porphyr durchsetzt ist. Am östlichen Ausgang ist Rivières („Flüsse“) von 1974 zu finden, ein aus Ziegeln in verschiedenen Brauntönen bestehendes abstraktes Relief.

## Geschichte
Die Eröffnung der Station erfolgte am 14. Oktober 1966, zusammen mit dem Teilstück Place-d’Armes–Henri-Bourassa der orangen Linie. Sherbrooke gehört somit zum Grundnetz der Montrealer Metro. Namensgeber ist die nahe gelegene Rue Sherbrooke, die als Brücke über die Rue Berri geführt wird. Die Straße wiederum wurde 1817 nach John Coape Sherbrooke (1764–1830) benannt, der von 1816 bis 1818 als Generalgouverneur von Britisch-Nordamerika amtierte. Während der Planungsphase war noch die Stationsbezeichnung Cherrier vorgesehen.